# بنو جوبان
بنو جوبان هم أحد أمراء الأناضول خلال الفترة التي تلت سقوط دولة سلاجقة الروم، وقد حكموا خلال آواخر القرن الثالث عشر وأوائل القرن الرابع عشر المنطقة الممتدة حول مدينة قسطموني في وسط الأناضول، بصفتها إمارة مستقلة.
مؤسس هذه الإمارة هو حسام الدين جوبان، الذي كان من جملة ساسة وقادة السلطان السلجوقي كيكاوس الأول ومن ثم كيقباد الأول. ساهم حسام الدين المذكور في توسع دولة سلاجقة الروم إلى شمال الأناضول على حساب إمبراطورية طرابزون، ونتيجة لجهوده مُنح قسطموني لتكون إقطاعية له. وفي الفترة مابين سنتي 1224 و1227 قاد الجيش السلجوقي وأسطوله من مدينة سينوب ونجح بضم مدينة سوداق في القرم
بعد وفاة حسام الدين حكمت إمارته من قبل ابنه ألب بورك ومن ثم حفيده أرسلان يافلاك. بقي يافلاك حتى السنوات الأخيرة من حكمه متبعاً سياسة موالية للمغول والذين سيطروا على الأناضول بعد معركة جبل كوسه طاغ، لكنه تمرد عليهم في آخر سنواته وهزم بالقرب من قسطموني على يد قوات سلجوقية-مغولية مشتركة. وأعطيت الإمارة للقائد السلجوقي يمان جاندار وأسس أحفاده فيما بعد إمارة بنو جاندار
نجح ناصر الدين محمد بن أرسلان يافلاك في استعادة الأراضي من شمس الدين كما قام بتوسيع أراضيه على حساب الأراضي البيزنطية. لكنه قتل في سنة 1309 على يد ابن شمس الدين في كمين نصبه له لتعود الأراضي لسيطرة بنو جاندار.

## قائمة الحكام
| 1227- ?   | حسام الدين جوبان          | حسام الدين جوبان          | حسام الدين جوبان          | حسام الدين جوبان          |
| ? -1284   | ألب يورك                  | ألب يورك                  | ألب يورك                  | ألب يورك                  |
| 1284-1292 | مظفر الدين يافلاك أرسلان  | مظفر الدين يافلاك أرسلان  | مظفر الدين يافلاك أرسلان  | مظفر الدين يافلاك أرسلان  |
| 1292-1320 | ناصر الدين محمد بن أرسلان | ناصر الدين محمد بن أرسلان | ناصر الدين محمد بن أرسلان | ناصر الدين محمد بن أرسلان |
| 1320      | الضم إلى بنو جاندار       | الضم إلى بنو جاندار       | الضم إلى بنو جاندار       | الضم إلى بنو جاندار       |